# Divizia A 1976-1977
La Divizia A 1976-1977 è stata la 59ª edizione della massima serie del campionato di calcio rumeno, disputato tra il 22 agosto 1976 e il 30 giugno 1977 e concluso con la vittoria finale della Dinamo București, al suo nono titolo.
Capocannoniere del torneo fu Dudu Georgescu (Dinamo București), con 47 reti.

## Formula
Le squadre partecipanti furono 18 e disputarono un turno di andata e ritorno per un totale di trentaquattro partite.
Le ultime tre classificate retrocedettero in Divizia B.
Le qualificate alle coppe europee furono quattro: la vincente alla coppa dei Campioni 1977-1978, seconda e terza alla Coppa UEFA 1977-1978 e la vincente della coppa di Romania alla coppa delle Coppe 1977-1978.

## Squadre partecipanti
| Club                  | Città       | Stadio | Posizione 1975-1976 |
| --------------------- | ----------- | ------ | ------------------- |
| Steaua Bucarest       | Bucarest    |        | Campione di Romania |
| ASA Târgu Mureș       | Târgu Mureș |        | 3°                  |
| FC Constanța          | Costanza    |        | 10°                 |
| FCM Galați            | Galați      |        | Divizia B           |
| Dinamo Bucarest       | Bucarest    |        | 2°                  |
| Sportul Studențesc    | Bucarest    |        | 4°                  |
| UTA Arad              | Arad        |        | 15°                 |
| Universitatea Craiova | Craiova     |        | 6°                  |
| FC Argeș Pitești      | Pitești     |        | 11°                 |
| Progresul București   | Bucarest    |        | Divizia B           |
| Rapid Bucarest        | Bucarest    |        | 14°                 |
| Jiul Petroșani        | Petroșani   |        | 12°                 |
| FC Bihor Oradea       | Oradea      |        | 9°                  |
| SC Bacău              | Bacău       |        | 7°                  |
| FCM Reșița            | Reșița      |        | 8°                  |
| Corvinul Hunedoara    | Hunedoara   |        | Divizia B           |
| Politehnica Timișoara | Timișoara   |        | 5°                  |
| Politehnica Iași      | Iași        |        | 13°                 |

## Classifica finale
|    | Classifica            | G  | V  | N  | P  | GF | GS | Dif | Pt |
| -- | --------------------- | -- | -- | -- | -- | -- | -- | --- | -- |
| 1  | Dinamo București      | 34 | 20 | 9  | 5  | 84 | 34 | +50 | 49 |
| 2  | Steaua București      | 34 | 20 | 5  | 9  | 72 | 41 | +31 | 45 |
| 3  | Universitatea Craiova | 34 | 16 | 9  | 9  | 54 | 36 | +18 | 41 |
| 4  | ASA Târgu Mureș       | 34 | 16 | 5  | 13 | 50 | 40 | +10 | 37 |
| 5  | Jiul Petroșani        | 34 | 16 | 5  | 13 | 57 | 49 | +8  | 37 |
| 6  | Politehnica Timișoara | 34 | 16 | 4  | 14 | 44 | 37 | +7  | 36 |
| 7  | Sportul Studențesc    | 34 | 13 | 9  | 12 | 34 | 34 | 0   | 35 |
| 8  | Polithnica Iași       | 34 | 12 | 9  | 13 | 43 | 33 | +10 | 33 |
| 9  | FC Bihor Oradea       | 34 | 13 | 7  | 14 | 48 | 53 | -5  | 33 |
| 10 | SC Bacău              | 34 | 13 | 7  | 14 | 34 | 39 | -5  | 33 |
| 11 | FC Argeș Pitești      | 34 | 12 | 9  | 13 | 40 | 47 | -7  | 33 |
| 12 | UTA Arad              | 34 | 13 | 7  | 14 | 56 | 64 | -8  | 33 |
| 13 | FCM Reșița            | 34 | 13 | 6  | 15 | 43 | 55 | -12 | 32 |
| 14 | Corvinul Hunedoara    | 34 | 10 | 11 | 13 | 32 | 40 | -8  | 31 |
| 15 | FC Constanța          | 34 | 12 | 6  | 16 | 43 | 45 | -2  | 30 |
| 16 | Rapid București       | 34 | 11 | 8  | 15 | 38 | 49 | -11 | 30 |
| 17 | Progresul București   | 34 | 11 | 5  | 18 | 37 | 69 | -32 | 27 |
| 18 | FCM Galați            | 34 | 6  | 5  | 23 | 31 | 75 | -44 | 17 |

### Verdetti
- Dinamo București Campione di Romania 1976-77.
- Rapid București, Progresul București e FCM Galați retrocesse in Divizia B.

### Qualificazioni alle Coppe europee
- Coppa dei Campioni 1977-1978: Dinamo București qualificato.
- Coppa UEFA 1977-1978: Steaua București e ASA Târgu Mureș qualificate.